# Konop–biljka
Konop–biljka (roridula, lat. Roridula), maleni biljni rod od dvije vrste vazdazelenih grmova iz južnoafričkih provincija Zapadni i Sjevernii Kap koji čini samostalnu porodicu Roridulaceae, i dio je reda vrjesolike.
Rod pripada mesožderkama, a živi u simbiozi s kukcima roda Pameridea koji žive na njoj. Pamerideae kukci se hrane kukcima koji su se uhvatili u zamku ove biljke, a biljka dobiva hranjive tvari iz izmeta ovog simbiotskog kukca.

## Vrste
1. Roridula dentata
2. Roridula gorgonias